# Nuorgam
Nuorgam (płn-saam. Njuorggán) – wieś w Finlandii w gminie Utsjoki, przy granicy z Norwegią. Jest wysuniętą najbardziej na północ miejscowością kraju oraz całej Unii Europejskiej. Niekiedy jest również uznawana za najbardziej północne przejście graniczne UE, ponieważ jednak znajduje się na granicy wewnętrznej strefy Schengen, nie zawsze jest traktowana jako przejście graniczne (wówczas najbardziej wysuniętym na północ przejściem jest Raja-Jooseppi). Zamieszkane przez około 200 osób.
Wieś położona jest nad rzeką Tana. W jej pobliżu znajduje się jezioro Pulmankijärvi.

## Historia
Obszar dzisiejszego Nuorgam jest zamieszkany co najmniej od XVII wieku. Tereny zasiedlone były przez Saamów, żyjących zwykle w grupach liczących 20–30 osób, czasem jednak nawet do 150 osób. Początkowo mieszkańcy trudnili się głównie łowiectwem i połowem łososi, z czasem również zajęli się hodowlą reniferów.
W latach 40. XVIII wieku wzdłuż rzeki przeprowadzono granicę dzielącą samskie ziemie pomiędzy Norwegię (stanowiącą część Królestwa Danii i Norwegii) i Finlandię (będącą częścią Szwecji). W tym czasie osada została przeniesiona z północnego na południowy brzeg rzeki. Zaczęły też powstawać gospodarstwa rolne.
W latach 50. XIX wieku okolica stała się popularnym celem turystyki wędkarskiej. W roku 1987 ukończono budowę drogi z Utsjoki.
W XXI wieku w Nuorgam rozwija się turystyka związana z walorami przyrodniczymi i położeniem w Arktyce, z dala od dużych skupisk ludzkich.